# Movimento Orgulho Autista Brasil
O Movimento Orgulho Autista Brasil (MOAB) é uma organização não-governamental (ONG), fundada em Brasília em 2005. É uma das maiores associações de autismo da história do Brasil, com abrangência nacional.
O MOAB surgiu a partir de uma blitz informativa sobre o autismo promovida por Fernando Cotta, fundador da associação e policial rodoviário, baseada no Dia do Orgulho Autista em 2005, o que fez o movimento estar inicialmente associado a temas como neurodiversidade, mesmo que organizado por familiares de autistas. A partir de 2006, a organização passou a ter atividades como instituição, participando do circuito do ativismo do autismo no Brasil. O MOAB foi uma das principais entidades envolvidas na construção da Política Nacional de Proteção dos Direitos da Pessoa com Transtorno do Espectro Autista, conhecida como Lei Berenice Piana, de 2012.
Durante anos, a associação também promoveu o Prêmio Orgulho Autista, que reconhecia atuações relevantes no campo do autismo.